# Teologia sacramentale
La teologia sacramentale è la disciplina teologico-filosofica che studia i sacramenti. È una sottodisciplina della dogmatica, che a sua volta appartiene alla teologia sistematica.
In tutte le confessioni cristiane esistono alcuni segni corporei che sono intesi come simboli della presenza divina. La Chiesa chiama questi segni sacramenti o, nella tradizione ortodossa, misteri. Il numero di sacramenti riconosciuti dalle singole confessioni è variabile.

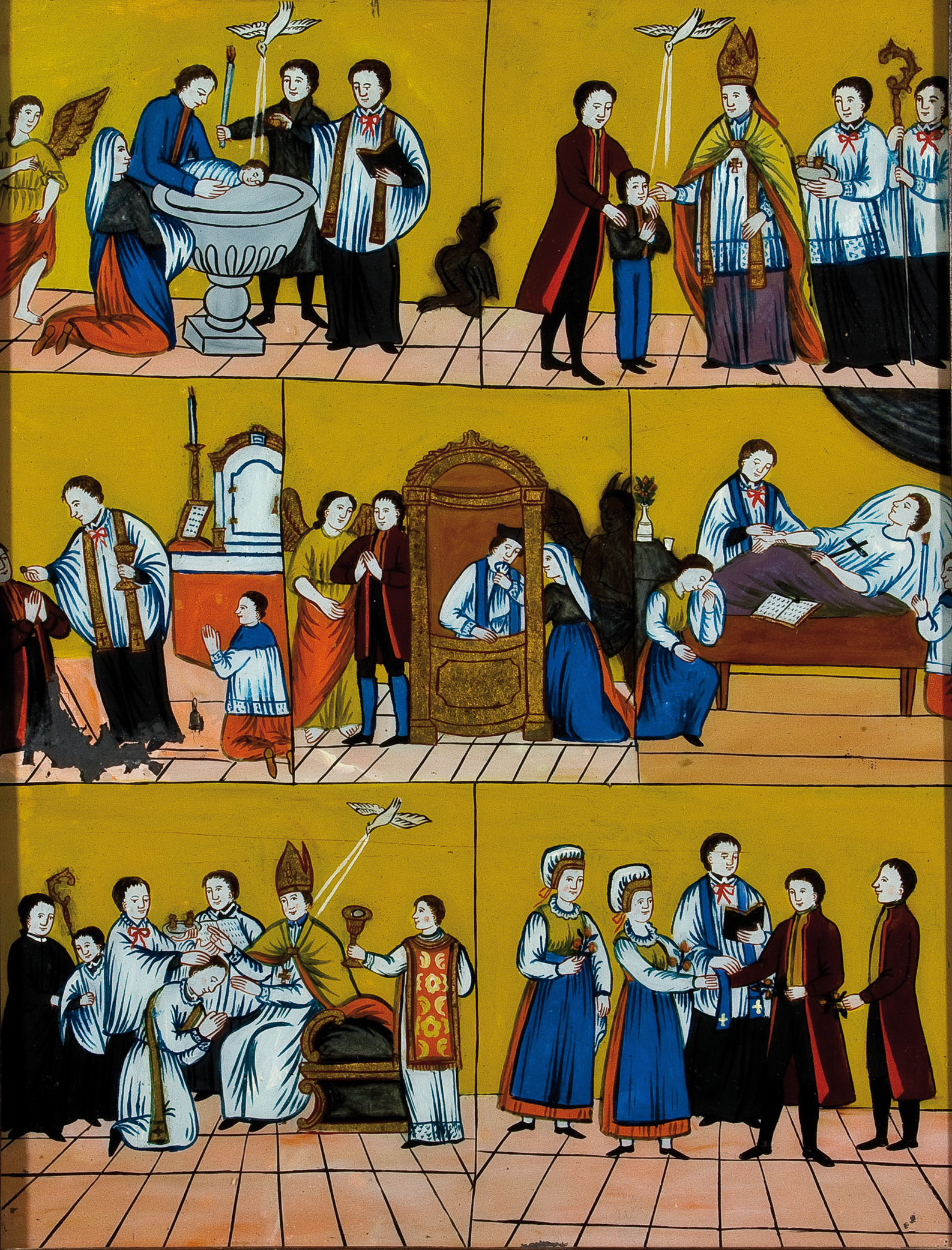
I sette sacramenti cattolici, pittura su vetro, 53 × 41,5 cm; Slovenia, fine XIX/inizio XX secolo.

Intendendosi i sacramenti come strumenti di salvezza, la teologia sacramentale è un corollario della soteriologia che esercita un notevole influsso sull'ecclesiologia cristiana.
Nella teologia della Chiesa cattolica romana è emersa la distinzione fra teologia sacramentale generale e teologia sacramentale speciale.
L'oggetto della teologia sacramentale generale è la riflessione sugli elementi che collegano i singoli sacramenti o che determinano somiglianze nella loro forma fenomenologica (la liturgia sacramentale).
La teologia sacramentale speciale si occupa dei singoli sacramenti, ovvero, a seconda che la singola denominazione riconosca o meno il rispettivo sacramento, del battesimo, della cresima, dell'eucaristia, dell'ordinazione di diaconi, sacerdoti e vescovi, della confessione, dell'unzione degli infermi e del matrimonio.